# Alice in Borderland
Alice in Borderland (Japans: 今際の国のアリス;  Hepburn Imawa no Kuni no Arisu) is een Japanse science fiction-thriller dramaserie gebaseerd op de gelijknamige manga. Het eerste seizoen kwam op 10 december 2020 uit bij Netflix. 

## Verhaal
Drie mannen komen in een parallelle wereld van Tokio terecht waar ze spellen moeten spelen op leven en dood. 

## Personages
| Acteur         | Personage       |
| -------------- | --------------- |
| Kento Yamazaki | Ryōhei Arisu    |
| Tao Tsuchiya   | Yuzuha Usagi    |
| Yūki Morinaga  | Chōta Segawa    |
| Keita Machida  | Daikichi Karube |